# Liomer
Liomer település Franciaországban, Somme megyében. Lakosainak száma 385 fő (2022. január 1.). Liomer Arguel, Beaucamps-le-Vieux, Brocourt, Le Quesne és Villers-Campsart községekkel határos.

## Népesség
A település népességének változása:
| Lakosok száma | 407  | 403  | 414  | 397  | 393  | 388  | 387  | 386  | 385  |
|               | 2013 | 2015 | 2016 | 2017 | 2018 | 2019 | 2020 | 2021 | 2022 |